# カリシュ
カリシュ （ポーランド語: Kalisz [ˈkalʲiʂ] ( 音声ファイル)、ラテン語: Calisia、ドイツ語: Kalisch、イディッシュ語: קאַליש、ロシア語: Калиш）は、ポーランド中央部の都市。ヴィエルコポルスカ県南東部を流れるプロスナ川に面し、市は、近隣の都市オストロフ・ヴィエルコポルスキ、スカルミェルジツェとコナベーションを形成する。
カリシュは、重要な地域の工業と通商の中心地である。多くの有名工場があり、カリシア (Calisia) ブランドのピアノ工場がある。市は、伝統的に民俗芸術の中心地でもある。

## 歴史

### 古代から中世へ
カリシュは現在、ポーランド最古の都市と考えられている。それはプトレマイオスがこの町を「カリシア」 (Calisia) と書き残しているからである。町は、ゲルマニアの琥珀の道途上にある、大部族連合ヴァンダル族のうちの一部族であるディドゥン族 (Diduni) の領土であった。市の中心部がどの場所にあったか定かでないが、現在の市の中心部には2世紀から人が定住していた。一帯からローマ時代の加工品が多く出土している。これは、バルト海へ向かうローマ帝国の商隊の停留する場所であったことが指摘できる。

### 中世の繁栄

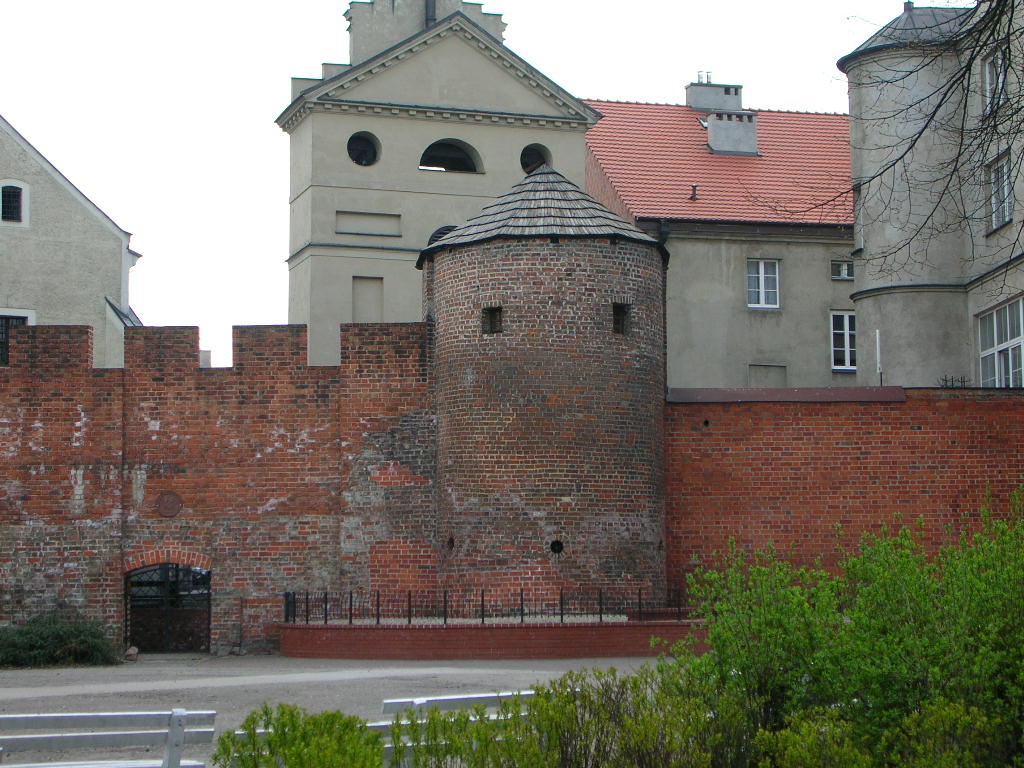
市内に残る、中世の城壁跡

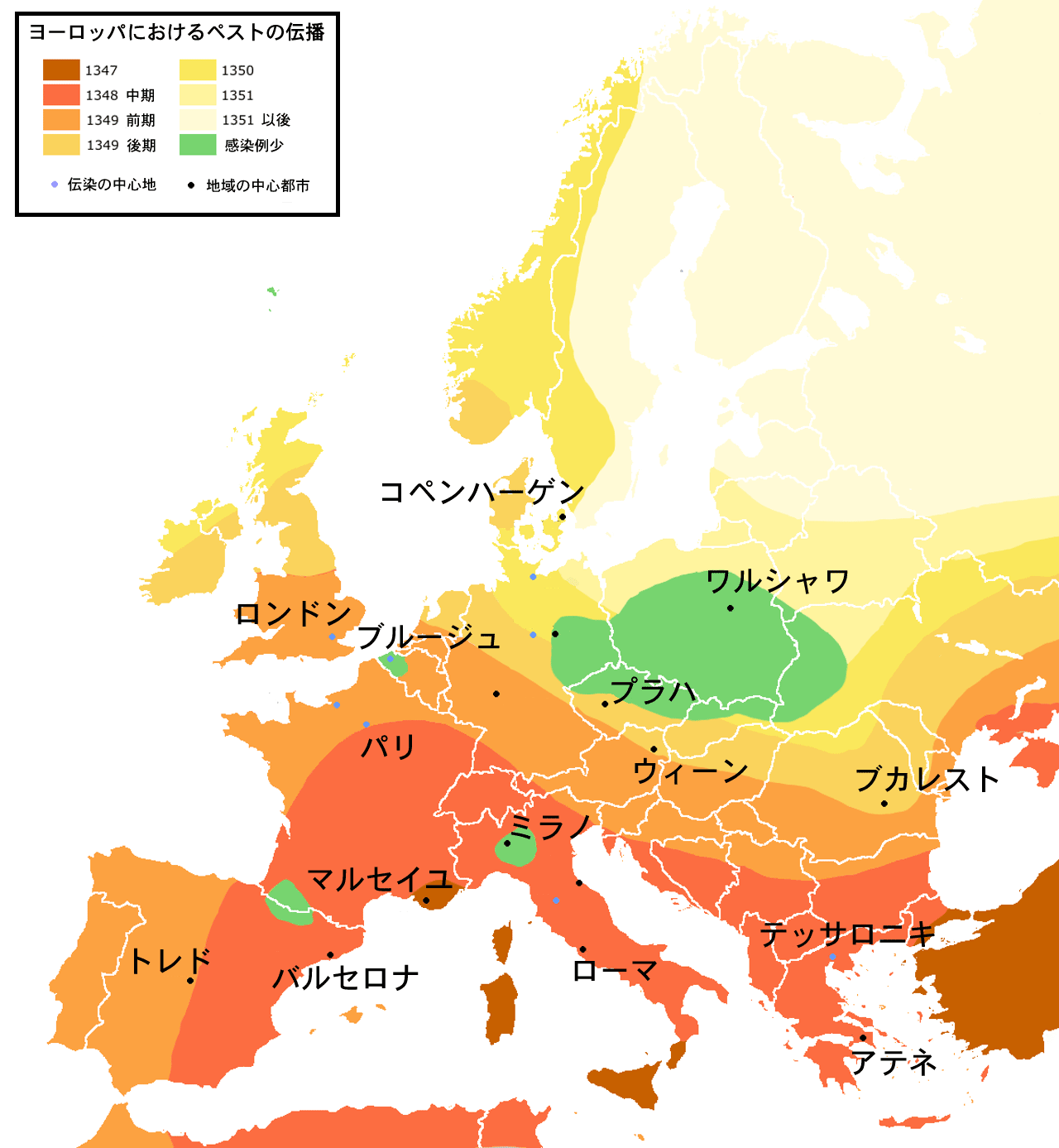
中世ヨーロッパにおけるペストの伝播
生活習慣や都市構造に関する嗜好が独特なポーランドはペスト禍を免れ、国全体がまるでオアシスのようになっている

現代のカリシュは、城代の直轄区及び小規模砦として、9世紀頃につくられたとされる。ケルト語で川の流れを意味するcal、もしくは古い西スラヴ語で泥沢地か湿地を意味するkalから名前が生じた。1106年、ポーランド王ボレスワフ3世が町を攻略し、彼の封土と併合した。1253年から1260年の間、町はシロンスク（シレジア）のシロダ・シロンスカ (en:Środa Śląska) の次に、マクデブルク法の地方令であるドイツ特権都市令 (de) によって特権を授けられ、すぐに成長を始めた。ヴィエルコポルスカ地方有数の裕福な町となり、中世ポーランドの封建制分裂時代には、ポーランド王家であるピャスト家の分枝によって治められる独立公国を形成していた。ポーランド再統合後、町は織物業と林業の中心として知られるようになった。同時に、ヴィエルコポルスカの文化の中心であった。一帯の経済成長にはJednota bratrská (Bracia czescy)（日本語ではボヘミア兄弟団と訳される）という多くのフス派プロテスタント移民も寄与した。彼らは、フス戦争後にボヘミアから追放されカリシュとその周辺へ定住していたのである。
そしてユダヤ人も、1139年頃からカリシュへ定住した。1264年には、ユダヤ人の自由と安全を保障する「カリシュの法令」が発布された。当初はカリシュを含めた大ポーランド公国の法律であったが、まもなくこれはポーランド王国全体の法律に昇格した。これによりポーランド王国の社会はユダヤ人にとって住みよいものとなり、ドイツなどといった当時のヨーロッパ各社会でペスト禍をめぐる集団ヒステリーによりひどく迫害されていたユダヤ人たちは安住の地を求めて大挙してポーランドへ移住してきた。また、他国とは生活習慣が異なり都市でも密集居住や不衛生な環境を嫌うポーランドでは、大規模なペスト流行が起きなかった（右図参照）ため、ペストをめぐる奇妙な反ユダヤ主義的迷信も広がらなかった。これによってポーランドはヨーロッパで最大のユダヤ教徒人口を抱える国となっていく。
1282年、市令がプシェミスウ2世によって認証され、1314年には、ヴワディスワフ1世の定めたポーランドの地方行政区画の一つ、カリシュ県の首都となった。通商の有名な中心として、カリシュは多かれ少なかれポーランドの中心地の地位にあった。戦略的要所にあることから、1343年にカジミェシュ3世がこの地でドイツ騎士団とカリシュ条約に署名している。王立特権都市として、市は事実上の特権に守られ、1426年にはタウンホールが完成した。そして、ポーランド王ミェシュコ3世はカリシュに埋葬されている。

### 近代

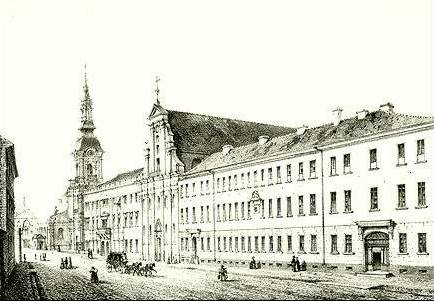
イエズス会のカリシュ神学校、1858年

1574年、イエズス会がカリシュへもたらされ、1584年に彼らはイエズス会神学校を開校した。これは過去になかった、ポーランドにおける教育の中心として知られた。しかし、近隣のポズナンが重要性を増すに連れ、カリシュの地位は次第に衰退していった。 
1792年、大火が市の大半を破壊し尽くした。同じ年に第二次ポーランド分割が行われ、プロイセン王国がカリシュを吸収し、ドイツ語でカリシュ (Kalisch) と呼ばれた。1801年、Wojciech Bogusławskiがカリシュに、ヴィエルコポルスカ最初の恒久的な劇場を建設した。
1806年、カリシュはワルシャワ公国に加えられた。1812年ロシア戦役の間、プロイセンの将軍ヨハン・ルートヴィヒ・ヨルク・フォン・ヴァルテンブルクの1812年のタウロッゲン協定 (en) により、ハインリヒ・フォン・シュタインのカリシュ条約（1813年、en）が1813年にロシア＝プロイセン間に結ばれ、プロイセンがロシアとの同盟を認証した。
ナポレオン・ボナパルトの敗退後、ロシア帝国がカリシュを併合した。プロイセン国境との近さから市の経済成長が促進され、カリシュ（ロシア語:Кализ）は多くの移住者を集め始めた。移民はポーランドの他地域やロシア帝国内からだけでなく、ドイツ国内からもやってきた。1902年、カリシュとワルシャワ、ウッチをつなぐ鉄道が完成した。このように宗主国が変わった経緯から、カリシュにはカトリック教徒の他に、正教会の信徒、またルーテル教会信徒もいた。

### 困難の20世紀

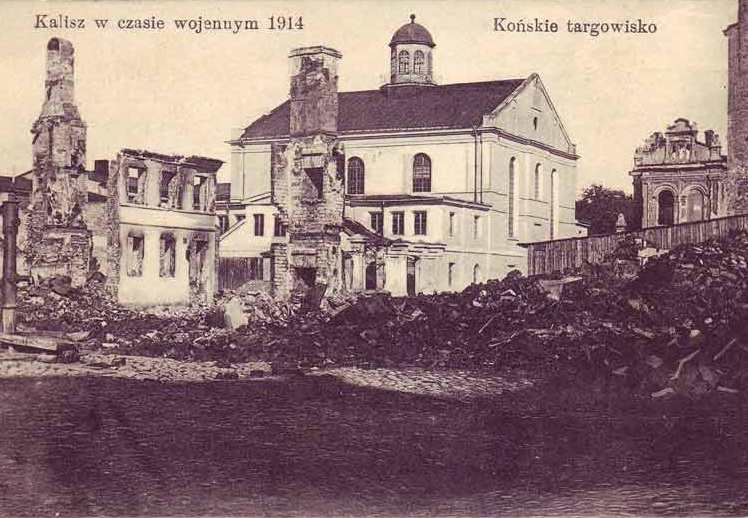
第一次世界大戦で破壊されたカリシュの大シナゴーグ

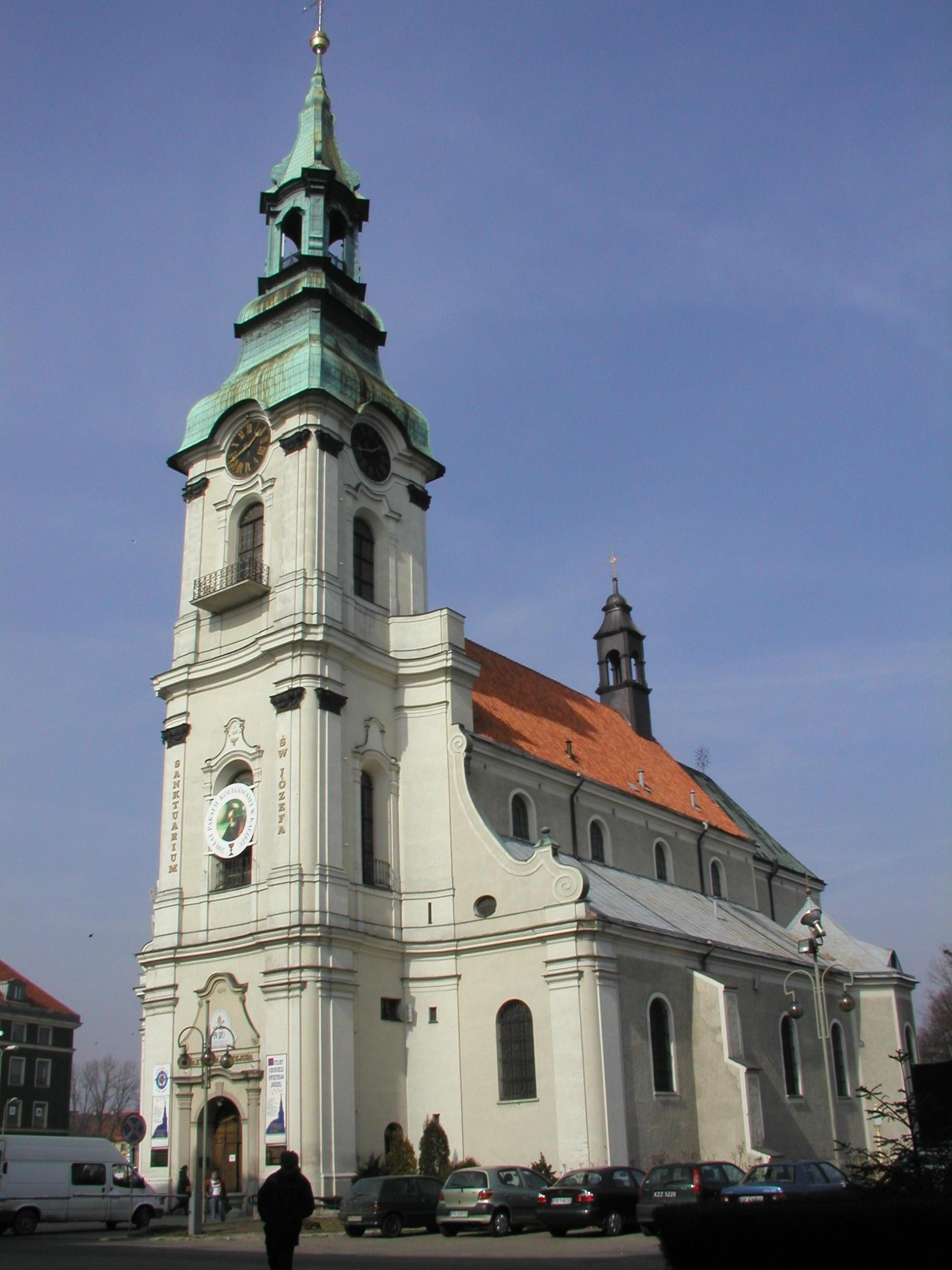
聖ユゼフ聖堂。カリシュ司教座がある

第一次世界大戦勃発後、国境の近接が市を悲惨な状態へ転落させることになった。戦争で、カリシュは最初に戦禍を被ったのである。国境を巡って攻撃が連続し、ドイツ帝国は武器庫のあるカリシュを砲撃した。1914年8月7日から8月22日まで続いた激しい攻撃の間、町はほとんど完璧に破壊し尽くされた。ヘルマン・プレウスカー率いるドイツ師団が市へ入城し、市民側のロシア帝国軍がカリシュを守っていたことからドイツ軍は報復に出た。800人の男性が逮捕されたり虐殺され、その間に市には火が放たれ、生き残っていた市民は追放された。1914年にはおよそ68,000人いた住民が、同じ年の終わりにはたった5,000人の生存者を残すだけだった。しかし、大戦の終わりには市の中心部が多少再建され、かつての住民が帰還することが許された。
カリシュは、独立したポーランド共和国へ再び加わった。再建が続行され、1925年には新たなタウンホールが開館した。1939年まで、町にはおよそ89,000人が暮らしていた。1939年にポーランド侵攻が始まり、またも国境に近接していることが災いを招いた。カリシュはすぐに満足な戦いをすることなくドイツ国防軍に攻略され、ナチス・ドイツが直ちに市を併合した。第二次世界大戦の末期にはおよそ30,000人のユダヤ人が殺害されていた。加えて、20,000人の地元のカトリック教徒が殺されるかポーランド総督府へ追放され、ドイツへ強制労働者として連れ去られた。1945年、市にはわずか43,000人しか住民がいなかった。これは、戦前の人口のおよそ半分であった。
第二次世界大戦後、町の再建が始まった。1975年、ポーランド統一労働者党第一書記エドヴァルド・ギェレク (en) のポーランド地方行政改革後、カリシュは分離したカリシュ県の県都に定められた。これは1998年に廃止され、カリシュはヴィエルコポルスカ県内のカリシュ郡の郡都となった。1991年、市が特権都市となった1282年を記念して6月11日が祝日に定められた。同じ年、市は分離したカリシュ司教座の所在地となった。

## 気候
| カリシュの気候                                              | カリシュの気候 | カリシュの気候 | カリシュの気候 | カリシュの気候 | カリシュの気候 | カリシュの気候 | カリシュの気候 | カリシュの気候 | カリシュの気候 | カリシュの気候 | カリシュの気候 | カリシュの気候 | カリシュの気候 |
| 月                                                          | 1月            | 2月            | 3月            | 4月            | 5月            | 6月            | 7月            | 8月            | 9月            | 10月           | 11月           | 12月           | 年             |
| ----------------------------------------------------------- | -------------- | -------------- | -------------- | -------------- | -------------- | -------------- | -------------- | -------------- | -------------- | -------------- | -------------- | -------------- | -------------- |
| 最高気温記録 °C （°F）                                      | 13.8 (56.8)    | 18.1 (64.6)    | 22.7 (72.9)    | 29.8 (85.6)    | 31.4 (88.5)    | 36.6 (97.9)    | 36.9 (98.4)    | 38.0 (100.4)   | 35.1 (95.2)    | 27.2 (81)      | 19.3 (66.7)    | 15.8 (60.4)    | 38.0 (100.4)   |
| 平均最高気温 °C （°F）                                      | 1.7 (35.1)     | 3.4 (38.1)     | 7.8 (46)       | 14.6 (58.3)    | 19.4 (66.9)    | 22.8 (73)      | 25.2 (77.4)    | 25.0 (77)      | 19.4 (66.9)    | 13.3 (55.9)    | 7.2 (45)       | 2.9 (37.2)     | 13.6 (56.5)    |
| 日平均気温 °C （°F）                                        | −0.8 (30.6)    | 0.3 (32.5)     | 3.7 (38.7)     | 9.4 (48.9)     | 14.1 (57.4)    | 17.3 (63.1)    | 19.5 (67.1)    | 19.3 (66.7)    | 14.4 (57.9)    | 9.2 (48.6)     | 4.4 (39.9)     | 0.6 (33.1)     | 9.3 (48.7)     |
| 平均最低気温 °C （°F）                                      | −3.0 (26.6)    | −2.3 (27.9)    | 0.3 (32.5)     | 4.6 (40.3)     | 9.0 (48.2)     | 12.3 (54.1)    | 14.2 (57.6)    | 14.2 (57.6)    | 10.1 (50.2)    | 5.9 (42.6)     | 2.1 (35.8)     | −1.6 (29.1)    | 5.5 (41.9)     |
| 最低気温記録 °C （°F）                                      | −28.5 (−19.3)  | −28.3 (−18.9)  | −21.1 (−6)     | −7.2 (19)      | −3.8 (25.2)    | 2.4 (36.3)     | 4.0 (39.2)     | 4.8 (40.6)     | −1.7 (28.9)    | −7.4 (18.7)    | −16.6 (2.1)    | −25.1 (−13.2)  | −28.5 (−19.3)  |
| 降水量 mm （inch）                                          | 26.4 (1.039)   | 24.3 (0.957)   | 33.2 (1.307)   | 26.9 (1.059)   | 53.0 (2.087)   | 54.8 (2.157)   | 77.3 (3.043)   | 54.3 (2.138)   | 46.0 (1.811)   | 36.8 (1.449)   | 31.0 (1.22)    | 29.7 (1.169)   | 493.8 (19.441) |
| 平均降水日数 （≥0.1 mm）                                    | 15.17          | 13.33          | 13.00          | 10.47          | 12.50          | 13.00          | 13.40          | 11.70          | 10.87          | 12.43          | 13.13          | 15.13          | 154.13         |
| 平均降雪日数 （≥0 cm）                                      | 12.5           | 10.2           | 4.8            | 0.7            | 0.0            | 0.0            | 0.0            | 0.0            | 0.0            | 0.1            | 1.9            | 7.1            | 37.3           |
| % 湿度                                                      | 87.9           | 84.7           | 79.3           | 71.1           | 72.5           | 72.9           | 71.9           | 71.2           | 78.2           | 84.3           | 89.4           | 89.4           | 79.4           |
| 平均月間日照時間                                            | 49.3           | 69.6           | 120.8          | 195.2          | 248.1          | 253.4          | 253.3          | 242.9          | 160.5          | 110.7          | 52.0           | 41.0           | 1,796.7        |
| 出典1：Institute of Meteorology and Water Management        |                |                |                |                |                |                |                |                |                |                |                |                |                |
| 出典2：Meteomodel.pl (records, relative humidity 1991–2020) |                |                |                |                |                |                |                |                |                |                |                |                |                |

## スポーツ
- MKSカリシュ - ハンドボールクラブ
- SSKカリシア・カリシュ - 女子バレーボールクラブ
- KKSカリシュ - サッカークラブ

## 教育
カリシュは、ヴィエルコポルスカ県の教育中心地として知られる。30の幼稚園、29の小学校、15の中学校がある。7つのカレッジ、12の実業学校がある。また、ポズナン大学の分校、ポズナン経済大学、ポズナン科学技術大学、いくつかの高等教育機関がある。

## 経済
市域内にわずかな重工業が見られるが、カリシュはポーランド最大級の会社が数社、本社を置いている。ピアノ製造のカリシア、食品製造のWiniary（現在ネスレ傘下）、ビッグ・スター・ジーンズの工場、飲料メーカー、ヘレナ、Jutrzenka、Kaliszankaの工場がある。航空機エンジン製造のWSK-Kaliszとプラット&ホイットニー・カリシュ（母体はカナダのプラット&ホイットニー社）は、カリシュに工場がある。

## 姉妹都市
| - エアフルト、ドイツ - ハム、ドイツ - ヘールフホヴァールト、オランダ - オーモン、フランス - カームヤネツィ＝ポジーリシクィイ、ウクライナ - プレストン、イギリス - サウサンプトン、イギリス | - トンゲレン、ベルギー - マルチン、スロバキア - アドリア、イタリア - ラ・ルヴィエール、ベルギー - センテンドレ、ハンガリー - ミンスク、ベラルーシ - オストロフ・ヴィエルコポルスキ、ポーランド |